# Mangalores internationella flygplats
Mangalore Airport (engelska: Bajpe Airport) är en flygplats i Indien.   Den ligger i distriktet Dakshina Kannada och delstaten Karnataka, i den södra delen av landet, 1 800 km söder om huvudstaden New Delhi. Mangalore Airport ligger 102 meter över havet.
Terrängen runt Mangalore Airport är huvudsakligen platt. Mangalore Airport ligger uppe på en höjd. Runt Mangalore Airport är det mycket tätbefolkat, med 1 692 invånare per kvadratkilometer. Närmaste större samhälle är Mangaluru, 6,1 km sydväst om Mangalore Airport. I omgivningarna runt Mangalore Airport växer huvudsakligen savannskog.